# Palanca (okręg Bacău)
Palanca – wieś w Rumunii, w okręgu Bacău, w gminie Palanca. W 2011 roku liczyła 3799 mieszkańców.